# NK Sokol Dubravka
NK Sokol je nogometni klub iz mjesta Dubravka u Konavlima. U sezoni 2022./23. se natječe u 1. ŽNL Dubrovačko-neretvanske županije.

## Povijest
Nogometni klub Sokol Dubravka osnovan je 1937. godine pod imenom Soko. Obnavlja se 1947. godine i uzima ime Mladost, koje nosi sve do 1990. godine, od kada se naziva Sokol.